# Mia May
Mia May (nacida como Hermine Pfleger; 2 de junio de 1884 - 28 de noviembre de 1980) fue una actriz austríaca. Quién se casó con el productor y director de cine austríaco Joe May. Apareció en 44 películas entre 1912 y 1924. Su hija fue la actriz Eva May.

## Biografía
Mia May nació como Hermine Pfleger el 2 de junio de 1884 en Viena, siendo hija Johann Pfleger, quién trabajaba como panadero, y Albine Pfleger (de soltera Steinfelder). Su hermana mayor, Maria (1879-1958), quién actuó bajo el nombre artístico de Mitzi Telmont, se casó con el comediante Heinrich Eisenbach.
Hizo su primera aparición en el Teatro Jantsch a los 5 años, interpretando papeles infantiles hasta los 14 años. Continuó su carrera en el teatro cuando llegó a la adolescencia, tomando el nombre artístico de Herma Angelot y empezó a trabajar en el Teatro Apollo como actriz y cantante. Mientras recibía educación en la escuela secundaria, May empezó a recibir clases de ballet con Louise Übermasser.
En 1902 se casó con Julius Otto Mandl y 7 semanas después nació su hija, Eva May. Herma Angelot cambió su nombre artístico a Mia May, y cuando su esposo empezó a trabajar en la industria cinematográfica, adoptó el nombre artístico de Joe May.
En 1911, May viajó a Hamburgo para trabajar en el Neues Operettentheater fundado por Wilhelm Bendiner. En 1912, la familia May se instaló en Berlín, donde su esposo había sido contratado como director de cine. May hizo su primera aparición en In der Tiefe des Schachtes (1912), la película fue dirigida por su esposo, Joe May, quién también dirigió los cortometrajes Life's Temptations (1913) y Die geheimnisvolle Villa (1914).
En 1915, Joe May fundó una compañía cinematográfica llamada May-Film Gmb, haciendo que Mia May se convirtiera en la directora ejecutiva. A May se la atribuye tras haber escrito la película Your Big Secret (1918).
May apareció en varias películas, incluyendo Hilde Warren und der Tod (1917), escrita por Fritz Lang, The Beggar Countess (1918), The Platonic Marriage (1919), Veritas Vincit (1919) y Tragedy of Love (1923), protagonizada por Emil Jannings y Marlene Dietrich. May dijo que Dietrich: "era divertida, atractiva y original. Ningún hombre podía resistirse. Ella iba con un monóculo y una boa con 5 zorros rojos. En otras ocasiones, usaba una manta con piel de lobo. La gente la seguía por las calles, terminaban riéndose, pero ella les fascinaba".
Entre 1919 y 1920, protagonizó la serie cinematográfica Mistress of the World. Durante un tiempo, llegó a ganar popularidad juntó con las actrices Asta Nielsen, Henny Porten y Pola Negri.
Su última aparición fue en The Love Letters of Baroness S (1924). Se retiró en 1924 después de que su hija Eva May se suicidara.
Tras el ascenso del Partido Nazi en 1933, Mia May y Joe May emigraron a Estados Unidos a través de Francia. En 1949, Mia y Joe abrieron un restaurante llamado Blue Danube en Los Ángeles; sin embargo, el restaurante no llegó a tener éxito y terminó cerrando poco después. Anteriormente, Joe May había abierto un restaurante llamado Wiener Bar en Hollywood en 1937.
Mia May murió el 28 de noviembre de 1980 en Los Ángeles.

## Filmografía
- Die geheimnisvolle Villa (1914)
- The Sin of Helga Arndt (1916)
- The Love of Hetty Raimond (1917)
- Hilde Warren und der Tod (1917)
- Five Minutes Too Late (1918)
- The Sacrifice (1918)
- The Beggar Countess (1918)
- Your Big Secret (1918)
- Waves of Fate (1918)
- The Platonic Marriage (1919)
- Veritas Vincit (1919)
- The Mistress of the World (1919)
- The Wandering Image (1920)
- The Guilt of Lavinia Morland (1920)
- The Passion of Inge Krafft (1921)
- The Indian Tomb (1921)
- The Countess of Paris (1923)
- The Love Letters of Baroness S (1924)